# Abraham Robinson

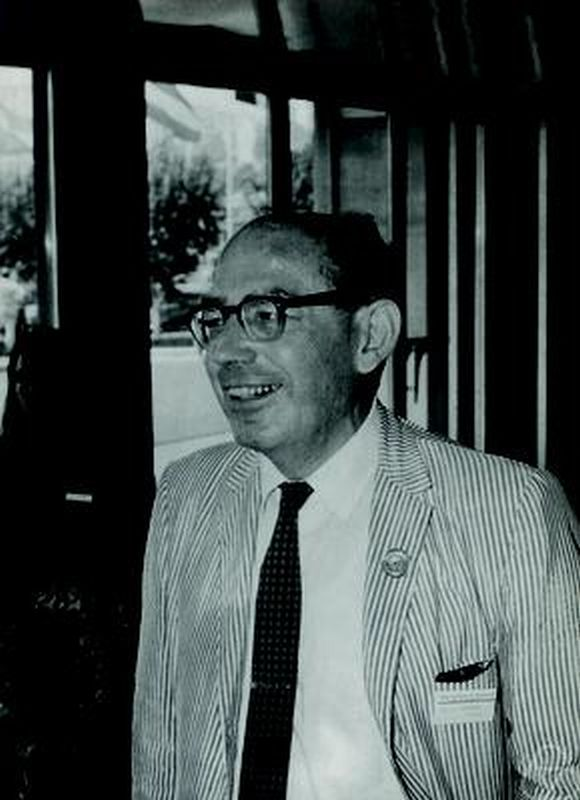
Abraham Robinson, ICM Nizza 1970

Abraham Robinson (* 6. Oktober 1918 in Waldenburg, Provinz Schlesien; † 11. April 1974 in New Haven, Connecticut, eigentl. Abraham Robinsohn) war ein US-amerikanischer Mathematiker deutscher Herkunft und Mitbegründer der Nichtstandardanalysis. Außerdem war er ein Experte in Aerodynamik.

## Leben
Sein Vater starb kurz vor Abraham Robinsons Geburt. Als Juden mit einer langen zionistischen Tradition wanderte die Familie 1933 aus Deutschland nach Palästina aus, wo Robinson 1935 sein Mathematikstudium bei Jakob Levitzki und Abraham Fraenkel in Jerusalem begann. Er war ein brillanter Student und errang nach seinem Abschluss 1939 ein Stipendium für das Weiterstudium an der Sorbonne in Paris. Bei der Invasion Frankreichs 1940 konnte er mit einem der letzten Boote nach England entkommen, wo er sich der Luftwaffe des Freien Frankreichs anschloss. Als Mathematiker wurde er dem Forschungszentrum Royal Aircraft Establishment (RAE) in Farnborough unterstellt, wo er sich bald zu einem Experten für Flügelformen (Deltaflügel für Überschallströmungen) entwickelte. Neben seinen aerodynamischen Forschungen interessierte er sich weiterhin für mathematische Logik und studierte nach seinem Master an der Universität Jerusalem 1946 weiter an der Universität London bis zu seiner Promotion in Jerusalem 1949. In dieser Zeit und später in Toronto leistete er Pionierarbeit in der Modelltheorie.
1951 wurde er Professor für angewandte Mathematik in Toronto, 1957 Nachfolger von Fraenkel an der Hebräischen Universität in Jerusalem. 1962 wurde er Professor für Mathematik und Philosophie an der University of California, Los Angeles und ab 1967 bis zu seinem Tod Professor an der Yale University. 1973 erkrankte er an Bauchspeicheldrüsenkrebs und starb daran wenige Monate nach einer Operation.
Robinson ist am bekanntesten für seine (Mit-)Begründung der Nonstandard-Analysis 1961, in der er – wie 1958 Curt Schmieden und Detlef Laugwitz – die Idee infinitesimaler Elemente, die schon Leibniz und andere Mathematiker des 17. Jahrhunderts benutzten, auf eine solide Basis stellte.
1972 wurde Robinson in die American Academy of Arts and Sciences gewählt, 1974 in die National Academy of Sciences. 1973 erhielt er die Brouwer-Medaille. 1970 war er Invited Speaker auf dem Internationalen Mathematikerkongress in Nizza (Forcing in model theory) und 1950 in Cambridge (Massachusetts) (Applied symbolic logic).